# Horacio Salgán
Horacio Adolfo Salgán (Buenos Aires, 15 de junho de 1916 – Buenos Aires, 19 de agosto de 2016) foi um compositor e maestro argentino. É considerado um dos compositores pioneiros do tango de vanguarda, também conhecido como tango de ponta.
Pianista de formação, é autor do clássico "A fuego lento" e foi o líder do grupo "Quinteto Real", emblemático conjunto de tango argentino. Também é o autor de "Don Agustín Bardi", "Grillito" e "Cortada de San Ignacio".